# Doto (Néréide)
Dans la mythologie grecque, Doto (en grec ancien Δωτώ / Dôtố) est une Néréide, fille de Nérée et de Doris, citée par Apollodore, Hésiode, Homère et Hygin dans leurs listes de Néréides. Elle est une des douze Néréides à apparaître dans les quatre listes.

## Fonction
Doto était la Néréide donnant un voyage sûr ou une prise généreuse lors de la pêche.

## Famille
Ses parents sont le dieu marin primitif Nérée, surnommé le vieillard de la mer, et l'océanide Doris. Elle est l'une de leur multiples filles, les Néréides, généralement au nombre de cinquante, et a un unique frère, Néritès. Pontos (le Flot) et Gaïa (la Terre) sont ses grands-parents paternels, Océan et Téthys ses grands-parents maternels.

## Mythologie
Doto est mentionnée comme l'une des 32 Néréides qui se rassemblent sur la côte de Troie, remontant des profondeurs de la mer pour pleurer avec Thétis la mort future de son fils Achille dans l'Illiade d'Homère.

## Culte
Pausanias écrit que Doto avait un sanctuaire sacré dans la ville de Gabala, en actuelle Syrie.

## Poésie
Elle est citée parmi d'autres Néréides par le poète symboliste Jean Moréas (1856-1910) dans un de ces poèmes:
Pour consoler mon cœur des trahisons

Je veux chanter en de nobles chansons,

Les doctes filles de Nérée :

Glaucé, Cymothoé, Thoé,

Protomédie et Panopée,

Eurice aux bras de rose, Eulimène, Hippothoé,

Et l’aimable Holie, et Amphitrite, à la nage prompte,

Proto, Doto, parfaite à charmer,

Et Cymatolège qui dompte

La sombre mer.